# ジョヴァンニ・バッティスタ・カスタニェート
ジョヴァンニ・バッティスタ・カスタニェート（Giovanni Battista Felice Castagneto、ポルトガル語名: ジョアン・バチスタ・カスタニェート-João Batista Castagneto、1851年11月27日 - 1900年12月29日） はイタリア生まれのブラジルの画家である。海洋画や海岸の風景を描いた。

## 略歴
ジェノヴァで生まれた。父親は船員で、船員として働き、1874年に父親とリオデジャネイロに移住した。イタリアで美術教育を受けていたかどうかは知られていないが、美術に関心があって、リオデジャネイロで帝国美術学校(Academia Imperial de Belas Artes)に入学しようとした。後の研究によれば、入学を望んだ時点で23歳になっており、17歳以下であることを求める入学資格を満たさなくなっていたので父親は息子の生年を1862年と偽った。1878年から1884年の間、帝国美術学校でジョアン・ゼフェリーノ・ダ・コスタやビクトル・メイレレスに学んだ。1883年にはゼフェリーノ・ダ・コスタの助手としてリオデジャネイロのカンデラリア教会の装飾画も描いた。
ドイツ生まれで1882年から1884年の間、美術アカデミーの教授であったゲオルク・グリムの指導も受け、グリムがアカデミーと対立して辞職し、ニテロイにスタジオを開いた時、行動を共にした。グリムを中心とする「グリム・グループ」(Grupo Grimm)と呼ばれるグループにはアントニオ・パレイラスや、イポリト・ボナヴェントゥラ・カロンらの画家がいた。
リオデジャネイロの工芸学校(Liceu de Artes e Ofícios)やニテロイの学校で教え、1886年にリオデジャネイロで個展を開いた。
1890年にフランスに渡り、1893年まで、ヨーロッパで修行し、パリに滞在した後、港町トゥーロンに滞在し、海洋画家、風景画家のフレデリク・モンテナール(Frédéric Montenard)やフランソワ・ナルディ(François Nardi)に学んだ。ブラジルに帰国後も海岸の風景を描いたが、1900年にリオデジャネイロで亡くなった。

## 作品

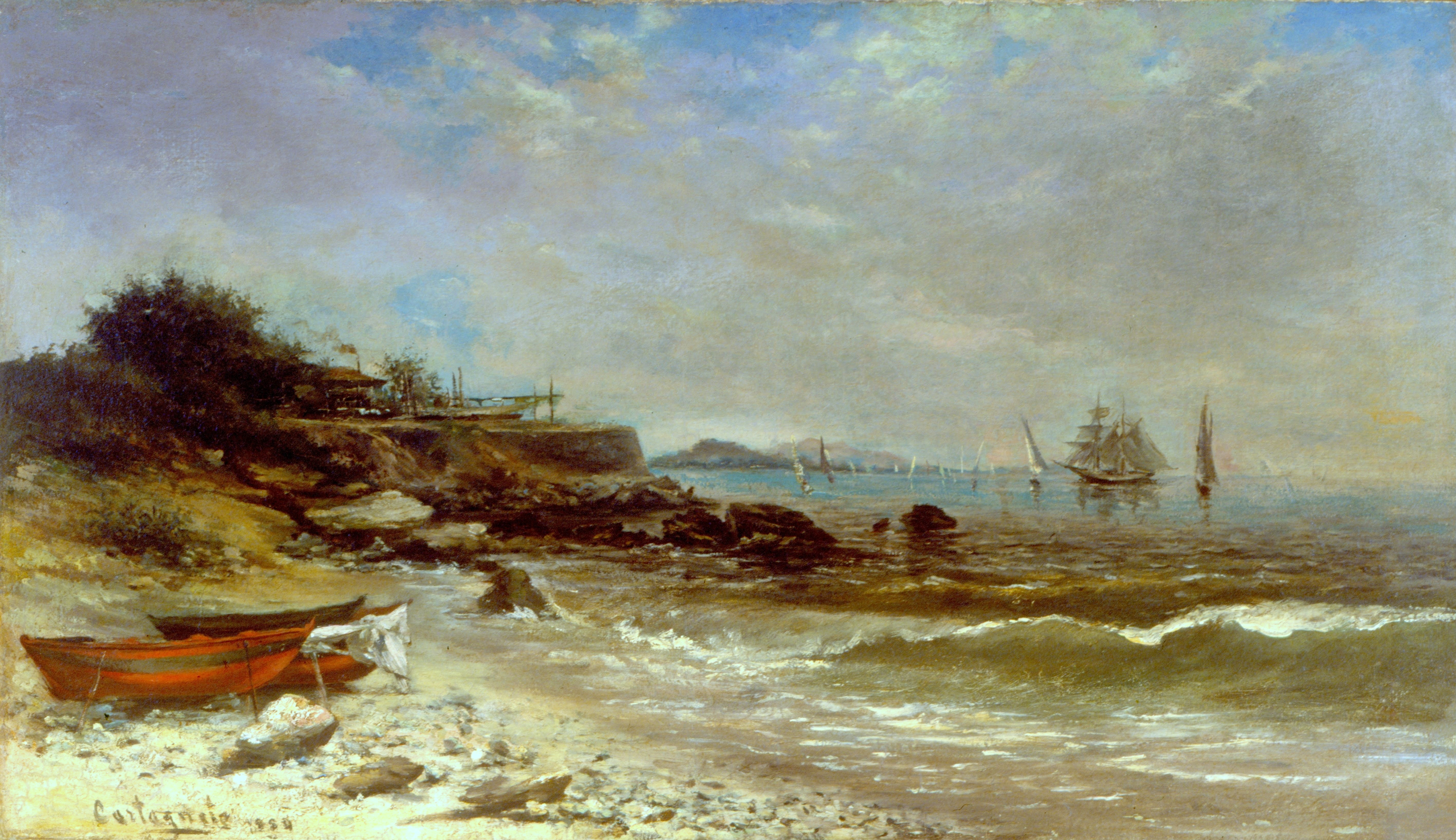
リオデジャネイロの港 (1884)
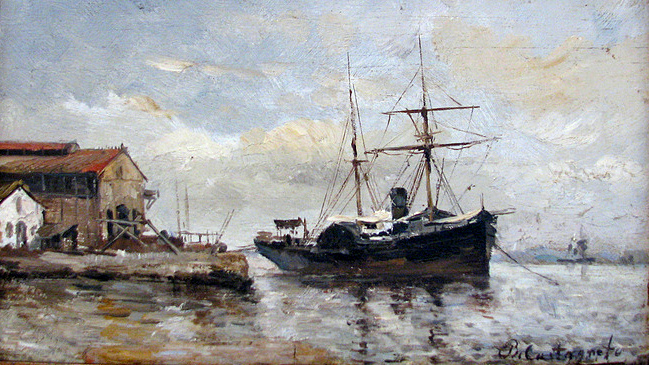
(1885/1886)
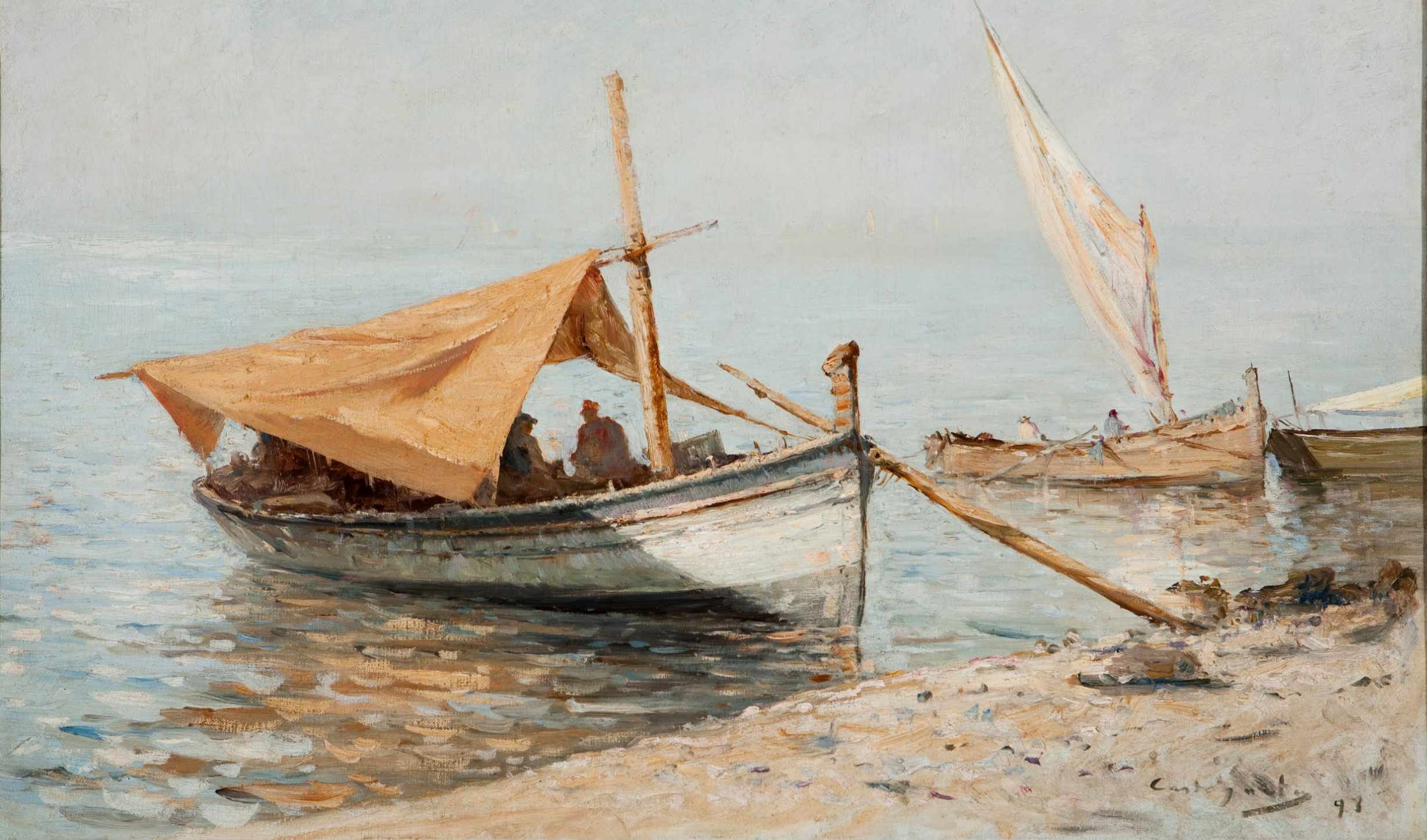
トゥーロンの午後(1893)
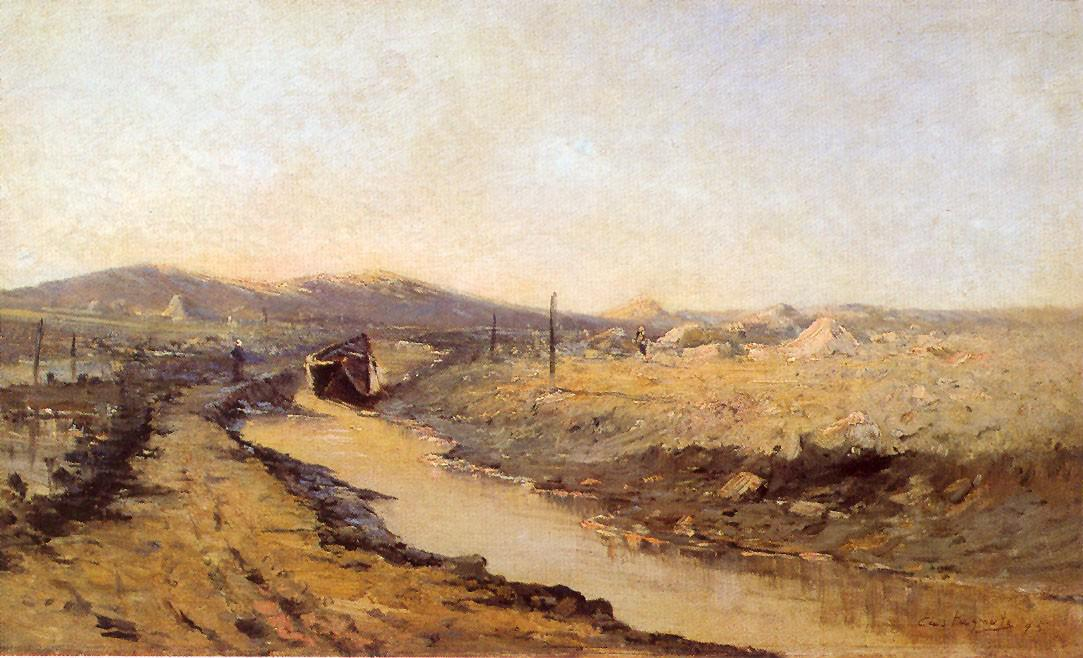
サンパウロの風景　(1895)
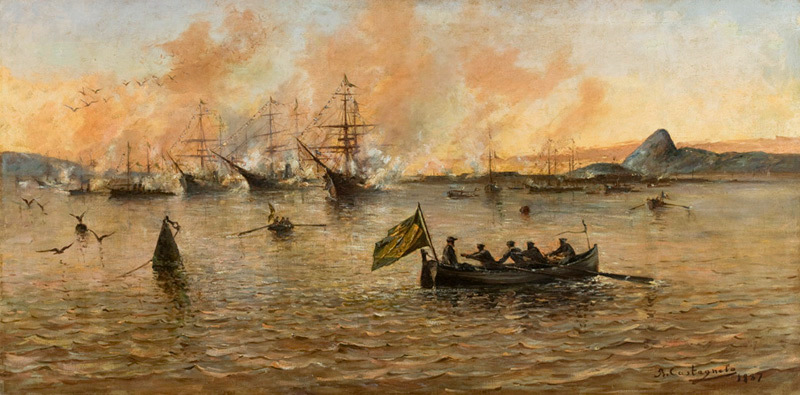
リオデジャネイロ湾で礼砲を射つ軍艦(1887)
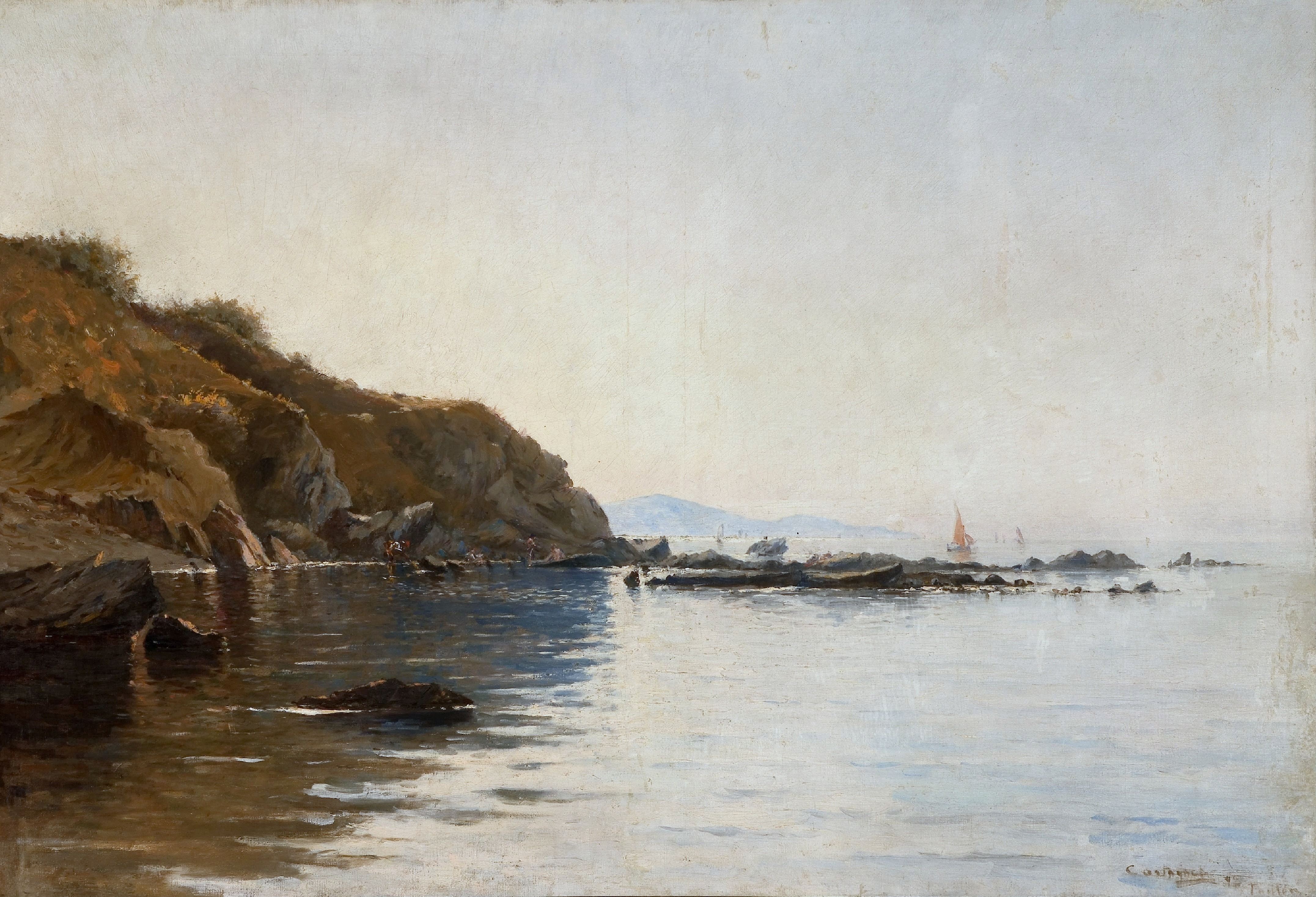
トゥーロンの風景